# Pachnessa nicobarica
Pachnessa nicobarica är en skalbaggsart som beskrevs av Ludwig Redtenbacher 1868. Pachnessa nicobarica ingår i släktet Pachnessa och familjen Melolonthidae. Inga underarter finns listade i Catalogue of Life.